# Герб Ковдорского района
Герб Ковдорского района — опознавательно-правовой знак муниципального образования Ковдорского района (городского округа), с 1 января Ковдорского муниципального округа Мурманской области, соответствующий установившимся традициям и составленный по правилам геральдики, являющийся символом Муниципального статуса и самоуправления.

## Описание и обоснование символики
Геральдическое описание (блазон) гласит
В серебряном поле поверх чёрного круга звезда, составленная из четырёх больших золотых и четырёх малых лазоревых (синих, голубых) ромбов; чёрная оконечность с золотой каймой, имеющей снизу выемку с уширенными краями.
В основу герба положен щит, в основании которого дано профильное изображение карьера с прорисовкой его бортов, выполненной золотом на чёрном фоне.
Главная фигура размещена в центре. Она представляет собой чёрный круг в серебряном поле, пересекаемый розой ветров. Образуется символическое изображение железорудного карьера на фоне заснеженной природы северного края (на генеральном плане города карьер своими упругими кольцами резко контрастирует с прямоугольностью городской застройки).
Разработка железной руды является основным градообразующим фактором, поэтому это основной атрибут герба города. Диагональные элементы розы ветров представлены кристаллами магнетита синего цвета, имеющие форму октаэдров.
Лазурь (голубой) в геральдике — символ чести, славы, преданности, истины, красоты, добродетели и чистого неба.
Чёрный цвет в геральдике символизирует благоразумие, мудрость, скромность, честность и вечность бытия.
Золото в геральдике символ высшей ценности, величия, прочности, силы, великодушия.
Серебро в геральдике — символ простоты, совершенства, мудрости, благородства, мира, взаимосотрудничества.

## История
Герб Ковдорского района разработан на основе герба города Ковдор, который был утверждён исполнительным комитетом Ковдорского городского Совета народных депутатов в октябре 1980 года по проекту архитектора Михаила Ивановича Яковлева.
Герб города представлял собой французский щит пересеченный золотым поясом с зубчатым выступом внизу. Пояс представляет стилизованное изображение железорудного карьера с прорисовкой его бортов. На оконечности чёрного цвета золотой условный химический знак железа Fe. В верхнем серебряном поле золотая «роза ветров», наложенная на чёрный шар. Диагональные элементы «розы ветров» символизировали кристаллы магнетита, имеющие форму октаэдров. Контраст серебряного и чёрного цветов герба означал: решительное вмешательство человека, желающего иметь чёрный металл, в девственную заснеженную природу Севера.
В 2000 году Союз геральдистов России доработал первоначальный герб Ковдора и после утверждения городскими властями и внесения в Государственный геральдический регистр Российской Федерации он стал официальным символом городского округа «Ковдорский район».
Герб района утверждён решением № 24 Ковдорской районной Думы от 13 марта 2000 года и внесён в Государственный геральдический регистр Российской Федерации под № 597.
Авторская группа разработки герба района: идея герба — архитектор Михаил Иванович Яковлев (Ковдор); геральдическая доработка — Константин Мочёнов (Химки); компьютерный дизайн — Сергей Исаев (Москва).